# Зеленчук 2-й
Зеленчу́к 2-й — река в Краснодарском крае России, левый приток Кубани. Длина реки — 117 км. Высота устья — 37,5 м над уровнем моря.
Берёт начало у хутора Старогермановский, течёт на запад по открытой местности. Течение реки изобилует прудами. В Болгове устроено водохранилище под названием Большой Зеленчук.

## Притоки
(от истока)

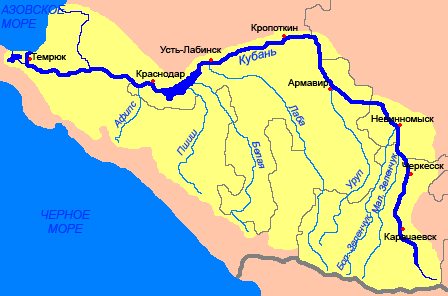
Бассейн Кубани

- Зеленчук 1-й, который берёт начало у посёлка Первомайский Курганинского района, имеет протяжённость 20,7 км и впадает в Зеленчук 2-й в станице Скобелевской Гулькевичского района Краснодарского края;
- Зеленчук 3-й, начало которого находится севернее посёлка Ботаника Гулькевичского района Краснодарского края. До устья в хуторе Сергеевский Гулькевичского района имеет протяжённость 36 км.
- Средний Зеленчук[3]

## Видовой состав рыб
В реке обитают преимущественно следующие виды рыб: плотва, карась серебристый, карп, зеркальный, сазан, толстолоб, амур, щука, окунь, судак, сом, пескарь, красноперка, быстрянка, уклейка. Иногда встречаются линь, карась золотой, бычок подкаменщик, ерш обыкновенный, горчак, вьюн.